# Forsa-Högs församling
Forsa-Högs församling är en församling i Hälsinglands norra kontrakt i Uppsala stift. Församlingen ligger i Hudiksvalls kommun i Gävleborgs län. Församlingen utgör ett eget pastorat.

## Administrativ historik
Församlingen bildades 2006 genom sammanslagning av Forsa och Högs församlingar.

## Kyrkor
- Forsa kyrka
- Högs kyrka